# Popham Seymour-Conway
Popham Seymour-Conway (* 1675; † 18. Juni 1699 in London) war ein anglo-irischer Landadliger und Politiker.
Er wurde als Popham Seymour als ältester von sechs Söhnen von Sir Edward Seymour, 4. Baronet, und dessen zweiter Gattin Letitia Popham geboren.
1683 erbte er als dessen Generalerbe die Güter des Cousins seiner Mutter Edward Conway, 1. Earl of Conway (1623–1683) und ergänzte hierzu seinen Familiennamen zu „Seymour-Conway“. Die Erbschaft umfasste Güter im englischen Warwickshire und im irischen Borough Lisburn. Als Abgeordneter für letzteres wurde er 1697 ins irische House of Commons gewählt.
Am 4. Juni 1699 duellierte er sich betrunken mit George Kirk († 1704), einem Captain der Royal Horse Guards und wurde dabei am Hals verwundet. Er starb zwei Wochen später an den Folgen der Verwundung. Er blieb unverheiratet und kinderlos und seine Besitzungen fielen an seinen nächstjüngeren Bruder Francis Seymour, der ebenfalls den Familiennamen „Seymour-Conway“ annahm und 1703 zum Baron Conway erhoben wurde.